# Biblioniños
Biblioniños es una biblioteca especializada para niños y niñas en Puente Alto, Chile.

## Historia
El proyecto para crear el Centro Bibliotecario inició en el año 1989. Renato Carmona, asesor de cultura y Director de Comunicaciones de la Municipalidad de Puente Alto, entregó a la Fundación Andes los antecedentes básicos para formular un proyecto de desarrollo en el área bibliográfica, el cual pretendía ser un aporte en la educación de la comuna. Dichos antecedentes fueron avalados por una serie de estudios realizados en los establecimientos educacionales públicos demostrando la insuficiencia de colecciones bibliográficas.
En mayo de 1989 se designa como asesora del proyecto a Soledad Ferreiro, quien desarrolló un modelo adecuado para implementar una Biblioteca Pública de modalidad abierta de acuerdo a las necesidades de la comuna. Soledad Ferreiro trabajó en conjunto al arquitecto Renato Parada y otros profesionales de la municipalidad para elaborar el programa de uso de este centro.
El 19 de diciembre de 1989, el Consejo de Desarrollo Comunal de Puente Alto aprobó el proyecto de creación de una Biblioteca Pública-Escolar. Un mes después, la Fundación Andes aprobó internamente dicho proyecto n.°C-10959, fijando los plazos para su implementación. El 30 de mayo de 1991, se suscribe el convenio tripartito entre la Corporación Municipal de Puente Alto, la Fundación Andes y CMPC (Compañía Manufacturera de Papeles y Cartones).
El Presidente de la República Patricio Aylwin Azocar, en decreto n.º 258 del 12 de junio de 1991, aporta el predio destinado a la construcción, el cual se denominaría inicialmente como “Centro de Desarrollo Cultural y Bibliotecario de Puente Alto”. El equipo que implementó este proyecto se componía del Secretario Ejecutivo del Convenio Renato Carmona, los bibliotecarios María Eugenia Olguín, Sabina Gálvez del Valle y Pablo Olea Aceituno, además del Asesor en la construcción del catálogo Atilio Bustos. Luego inició el proceso de adquisición de recursos bibliográficos, equipos computacionales, diseño y compra de los mobiliarios. Este equipo funcionó paralelamente a la construcción del edificio en un antiguo galpón de la calle Manuel Rodríguez junto al Gimnasio Municipal.
La construcción del edificio y el proyecto de biblioteca inició en el año 1992 alcanzando una suma de 600 000 dólares en inversión. Su inauguración fue el 17 de diciembre del mismo año, en presencia de autoridades locales, el Alcalde Carlos Moreno, el presidente de Fundación Andes Sergio Markmann D. y el vicepresidente de CMPC Eliodoro Matte L.
Debido a la irregularidad de su institucionalidad, en el año 1994 el Centro pasó a tener una personalidad jurídica como organización funcional al alero de la Ley n.º18.893 de Juntas de Vecinos y Organizaciones Funcionales. El 11 de noviembre de ese mismo año el centro fue reinaugurado por el Alcalde Sergio Roubillard. Bajo su administración se adquirió el Bibliobús por la Universidad de Chile.
El 21 de diciembre del año 2000, el alcalde de la comuna Manuel José Ossandón, decretó que el centro quedaría bajo la administración de la Corporación Municipal de Educación, Salud y Atención de Menores.
El Centro Bibliotecario tiene una superficie total de 1200 m² en una sola planta, con patio central y estacionamiento para la casa rodante infantil que antes solía formar parte de la biblioteca. Disponía de una casa rodante con recursos de lectura especiales para niños y niñas llamada “Biblioteca Móvil Infantil”. Este espacio funcionó desde el año 1994 hasta el 2006 operando en consultorios y poblaciones con la misión de diversificar las nuevas tecnologías en estos sectores.
Por otra parte, también existía un espacio llamado “Torre de los Niños”, el cual permitía una estancia de 30 niños sentados y 53 personas en tránsito. Hoy en día estos espacios ya no están en operación y se optó por crear una biblioteca especializada para los usuarios infantiles, la cual se denomina como “Biblioniños”.
El 31 de mayo del 2003 se inauguró la biblioteca especializada para niños y niñas en Puente Alto. Esta biblioteca se creó con la intención de fomentar la lectura en niñas, niños y sus familias. La biblioteca dispone de 12 mil libros, suscripciones de revistas infantiles y materiales didácticos, diversos talleres, servicios computacionales, Internet y Wifi gratuitos.
El 2 de junio del 2004, se creó y publicó la web oficial de la biblioteca, la cual fue premiada por la UNESCO como Mejor Portal Educativo de América Latina y El Caribe.

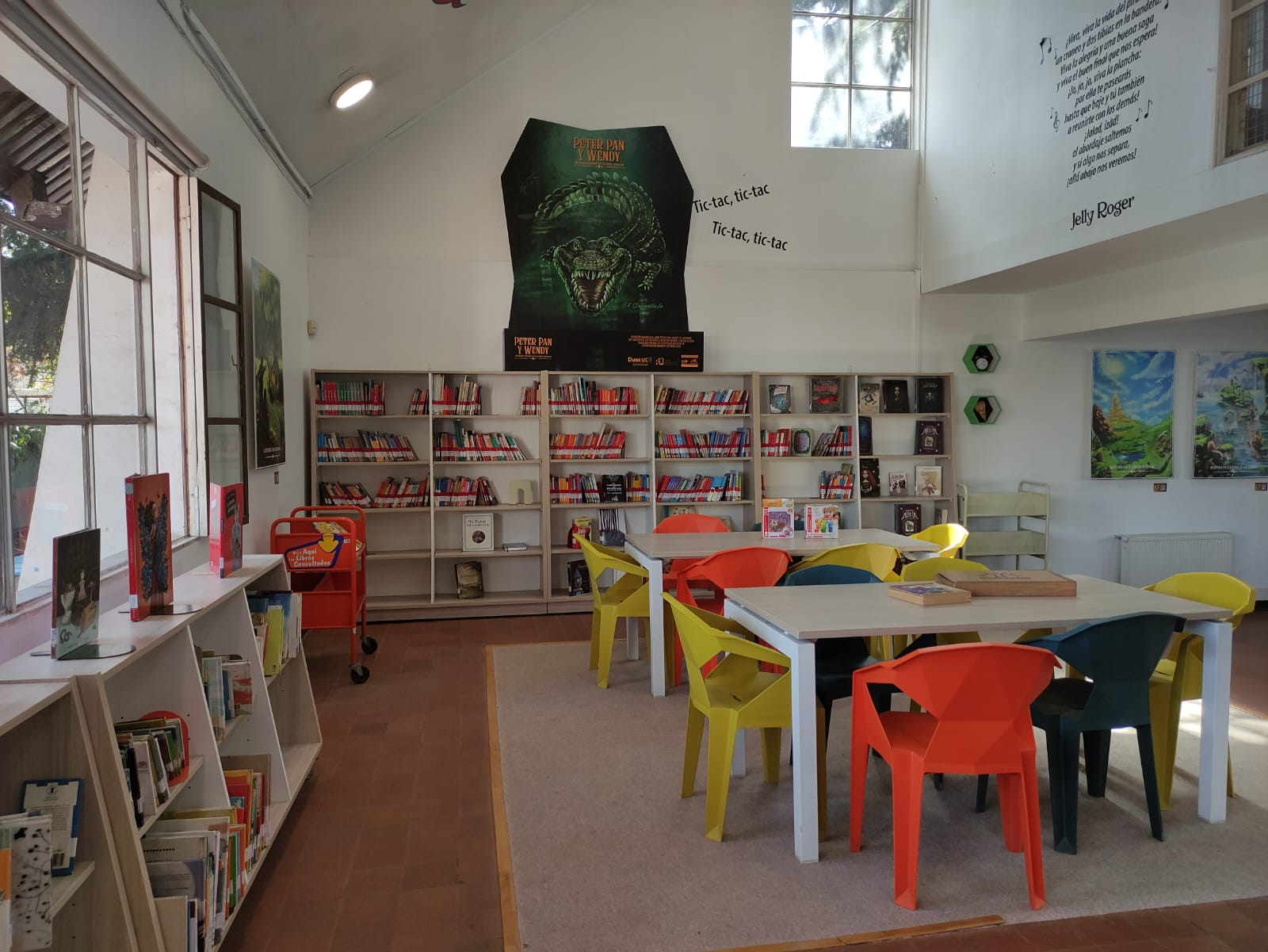
Fotografía de una de las salas de lecturas en la biblioteca "Biblioniños" de Puente Alto. (Santiago, Chile. 2023)

El 23 de junio del 2008, se realizó un proyecto para renovar las estanterías y muebles de la biblioteca, dicho proyecto se denominaba como “Biblioniños necesita crecer” y fue financiado por el Fondo del Libro del Consejo Nacional de la Cultura y las Artes.
El 9 de agosto de 2010, surgió la revista de fomento de lectura para niños y niñas de Puente Alto "Broli: tu primera revista de lectura y cómic" n.º 1 a la n.º 6 con 5000 revistas cada número.

### Actividades relevantes realizadas en Biblioniños
El 2 de enero del 2012, se realizó la EXPO "Peces". Una muestra de 25 acuarios y 100 distintas especies acuáticas de mar y río. También contó con visitas guiadas, conferencias, talleres, cine, documentales del mundo marino y la exposición de fotografías de Chris Lukhaup. Su impacto fue de más de 22 000 visitantes.

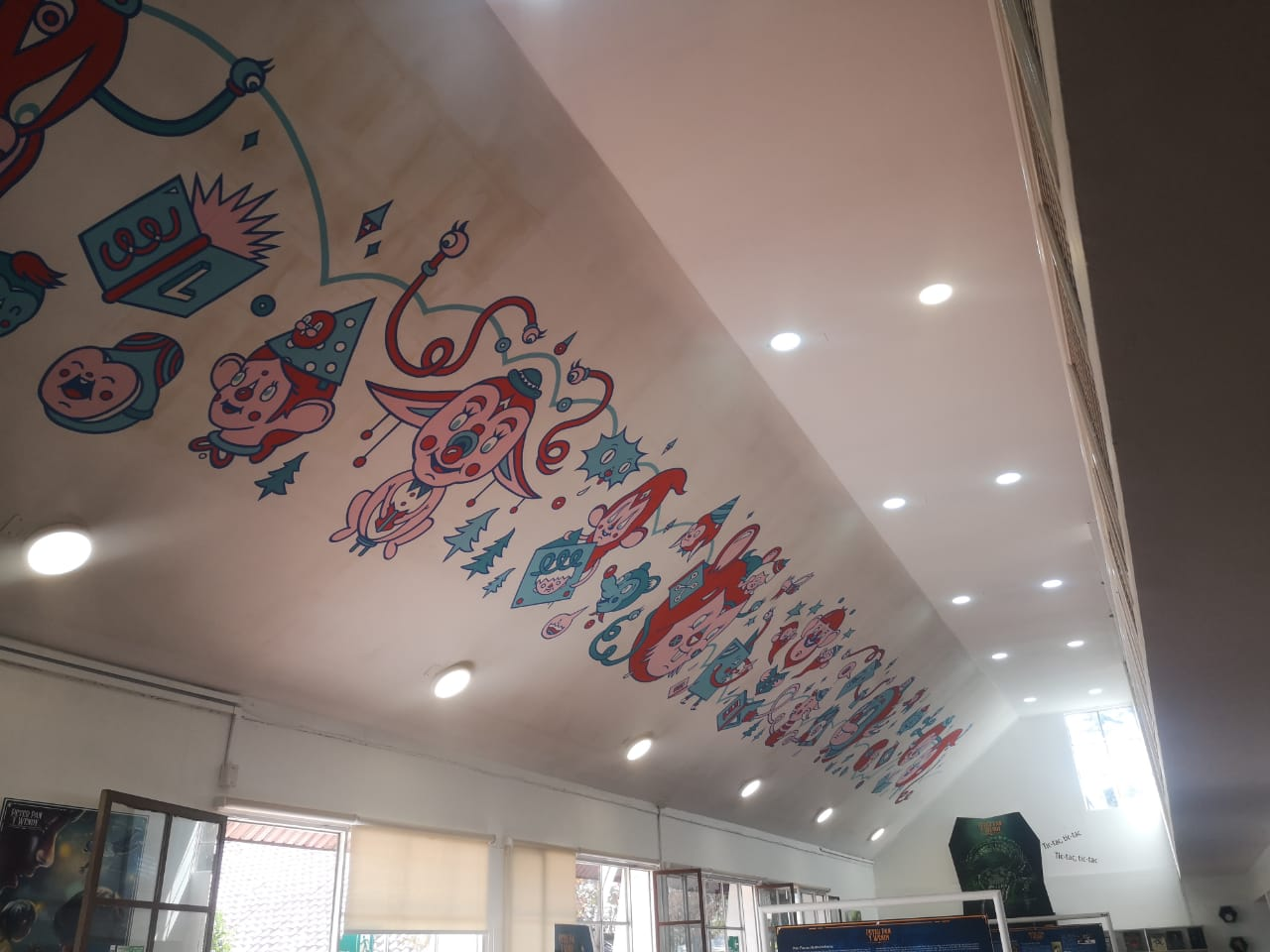
Mural de 24x3 metros realizado por el artista Jorge Catoni el año 2015 en Biblioniños. (Santiago, Chile)

En julio 2 del mismo año, se realizó la EXPO "Jardín Botánico", la cual tuvo un impacto de más de 12 000 visitantes. Su enfoque era la enseñanza de conocimientos relacionados con la botánica y el mundo vegetal de Chile. La exposición consistía por sobre 100 especies vegetales, además de sus correspondientes talleres y actividades relacionadas con la exposición.
Con el objetivo de generar un espacio para que los niños fueran a pasar las vacaciones de inverno, El 2 de julio del 2014 se realizó la EXPO "Granja Educativa".
El 23 de abril del 2015, día Internacional del Libro y la Lectura, se inauguró el famoso mural de 24×3 metros realizado por Jorge Catoni. Dicho mural aun permanece en la biblioteca.
El 2 de julio del 2015 se llevó a cabo una exposición para celebrar los 150 años desde la primera edición del libro "Alicia en el país de las maravillas" (1865). La exposición llevó por nombre “Alicia en el País de Biblioniños” y fue ilustrada por la diseñadora e ilustradora chilena, Sandra Conejeros.